# Gmina Soap Creek

Położenie Gminy Soap Creek w hrabstwie Davis

Gmina Soap Creek (ang. Soap Creek Township) – gmina w USA, w stanie Iowa, w hrabstwie Davis. Według danych z 2000 roku gmina miała 610 mieszkańców, a jej powierzchnia wynosi 90,38 km².